# Barinas (khu tự quản)
Barinas là một khu tự quản thuộc bang Barinas, Venezuela. Thủ phủ của khu tự quản Barinas đóng tại Barinas. Khự tự quản Barinas có diện tích 3304 km2, dân số theo điều tra dân số ngày 21 tháng 10 năm 2001 là 263272 người.